# Wilhelm von Hessen-Philippsthal-Barchfeld (1831–1890)

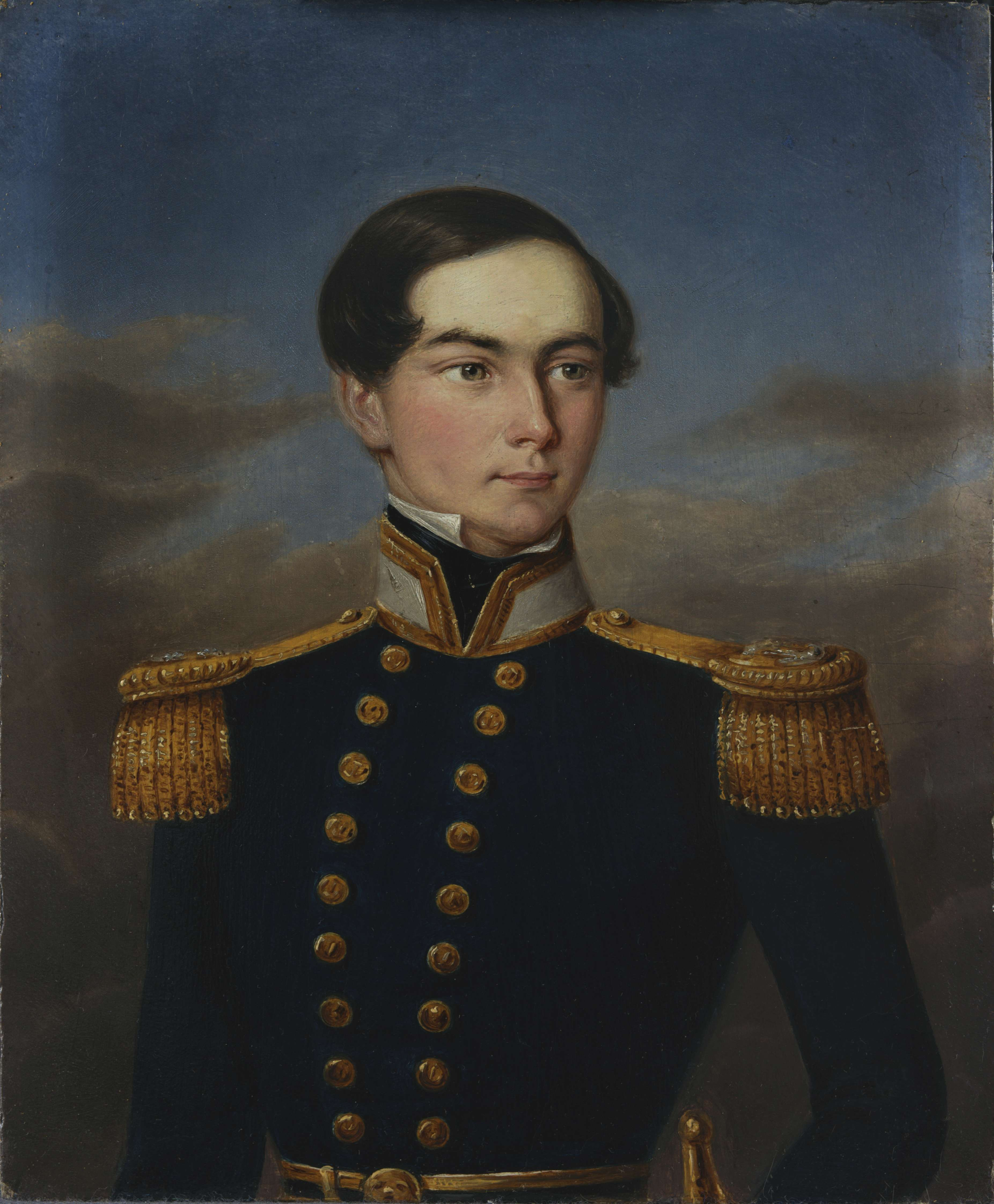
Wilhelm von Hessen-Philippsthal-Barchfeld

Wilhelm Friedrich Ernst Prinz und Landgraf von Hessen-Philippsthal-Barchfeld (* 3. Oktober 1831 in Burgsteinfurt; † 17. Januar 1890 in Rotenburg an der Fulda) aus dem Haus Hessen war ein Konteradmiral der preußischen und der Kaiserlichen Marine.

## Familie

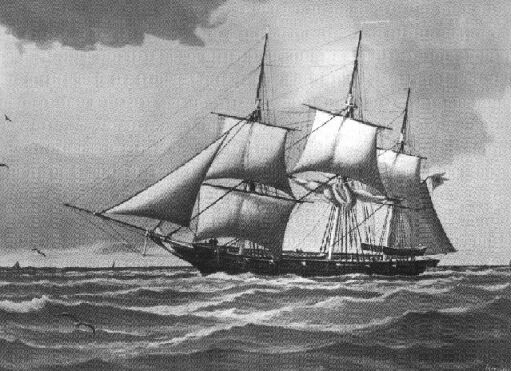
SMS Amazone

Wilhelm war ein Sohn des paragierten Landgrafen Karl von Hessen-Philippsthal-Barchfeld (1784–1854) und dessen zweiter Frau Sophie (1794–1873), Tochter des Fürsten Ludwig Wilhelm Geldricus Ernst zu Bentheim und Steinfurt.

## Dienst in der Marine
Wilhelm trat in die preußische Marine ein und wurde am 29. Januar 1854 zum Leutnant zur See I. Klasse befördert. Im Mai 1854 war er Kommandant der Korvette Amazone. Am 15. Oktober 1854 wurde er zum Korvettenkapitän befördert und gab zum 21. Oktober 1854 das Kommando ab. Im Winter 1855/56 war er Direktor der 2. Abteilung der Admiralität. Gleichzeitig hatte er das Kommando über die Dampfkorvette Danzig, das er bis zum November 1856 innehatte. Mit diesem Schiff nahm er an einer Expedition unter Führung des Prinzen und Admirals Adalbert von Preußen nach Afrika teil. Im Laufe der Reise geriet er mit dem Admiral in einen Konflikt über eine Strafmaßnahme gegen die Rifkabylen. Adalbert beurlaubte Wilhelm für etwa einen Monat bis nach dem Gefecht von Tres Forcas am 7. August 1856. Nach Rückkehr in die Heimat ließ sich Wilhelm von November 1856 bis April 1859 beurlauben. In dieser Zeit wurde er am 24. Oktober 1857 zum Kapitän zur See befördert.

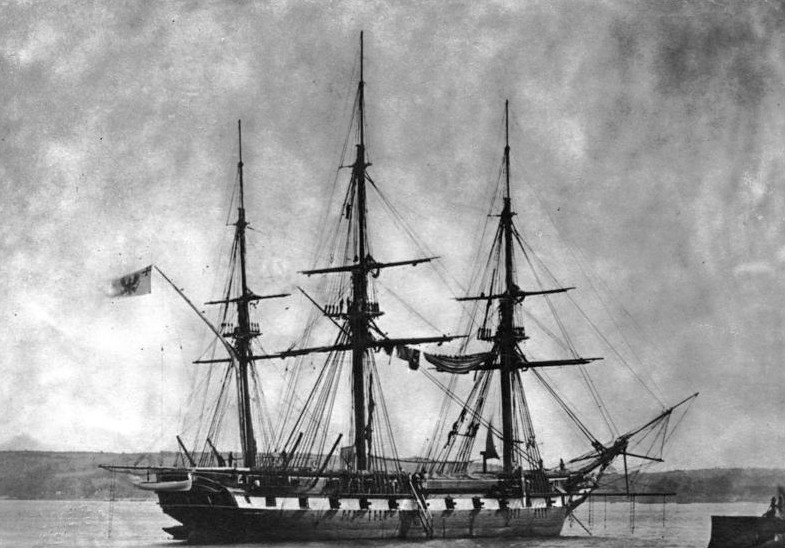
Die Thetis

Nach seiner Rückkehr in den aktiven Dienst übernahm er von Mai bis September 1859 das Kommando über die Fregatte Thetis. Im April 1860 wurde er zur Disposition gestellt und am 22. März 1864 wurde ihm der Charakter als Konteradmiral verliehen.
Für die Dauer des Deutsch-Französischen Kriegs war Wilhelm von Hessen-Philippsthal-Barchfeld dem Generalgouverneur der Küstenlande, General der Infanterie Eduard Vogel von Falckenstein, zugeteilt. Dieser entsandte ihn auf dem bewaffneten Dampfer St. Georg zu Verhandlungen mit dem Befehlshaber der französischen Nordseestreitkräfte, Vizeadmiral Martin Fourichon, um diesem mitzuteilen, dass Beschießungen der deutschen Küste zu Repressalien im besetzten Frankreich führen könnten. Aufgrund des Kriegsverlaufs wurde die französische Blockade in der Nordsee nach kurzer Dauer aufgehoben.
Am 30. Mai 1872 wurde Wilhelm zum Konteradmiral à la suite der Kaiserlichen Marine ernannt.

## Ehen und Nachkommen
Wilhelm war viermal verheiratet:
⚭ 1. 1857 morganatisch (gesch. 1872) Prinzessin Maria von Hanau (1839–1917), seit 1876 Prinzessin von Ardeck
Aus dieser Verbindung gingen fünf Kinder hervor, geboren zwischen 1858 und 1868, seit 1876 mit dem Titel Prinzessin / Prinz von Ardeck (1938 erloschen).
⚭ 2. 1873 Prinzessin Juliane zu Bentheim und Steinfurt (1842–1878), Tochter des Fürsten Ludwig zu Bentheim und Steinfurt
Von den vier Kindern dieser Ehe starben zwei im Kleinkindalter. Prinzessin Bertha (1874–1919) war seit 1901 Ehefrau von Leopold IV. zur Lippe, des letzten Fürsten zur Lippe. Ihr Bruder, Prinz Chlodwig (1876–1954), wurde als Erbe seines Onkels Alexis 1905 letzter Landgraf von Hessen-Philippsthal-Barchfeld.
⚭ 3. 1879 Prinzessin Adelheid zu Bentheim und Steinfurt (1840–1880), Schwester der zweiten Gattin. Die Ehe blieb kinderlos.
⚭ 4. 1884 Prinzessin Auguste von Schleswig-Holstein-Sonderburg-Glücksburg (1844–1932), älteste Tochter von Herzog Friedrich
Der einzige Spross dieser Ehe, Prinz Christian (1887–1971), hatte mit seiner morganatischen Ehefrau Elizabeth Reid Rogers (Tochter von Richard Reid Rogers), die 1915 Freifrau von Barchfeld wurde, vier Kinder.